# Inre Strycktjärnen
Inre Strycktjärnen är en sjö i Bodens kommun i Norrbotten och ingår i Vitåns huvudavrinningsområde.